# Listă de companii austriece din România
Aceasta este o listă a companiilor austriece din România. 
- OMV Petrom - 23,5 miliarde de lei profit în 2021.[1][2]
- Raiffeisen Bank România[3]
- Volksbank AG
- BCR – Erste Bank[4][5][6]
- Porsche România
- Gebrüder Weiss
- Immofinanz
- Vienna Insurance Group
- Petrom
- Red Bull[7]
- Julius Meinl
- Pfanner
- Stroh
- Swarowski
- Holzindustrie Schweighofer – HS Timber Group. Profit 624,6 milioane de lei în 2021.[8][9][10][11][12]
- Strabag
- Porr Construct
- Uniqua Insurance
- Fischer
- Schwarzmuller
- Ster Tractor
- XXXlutz
- Kika
- Agrana
- Hervis Sports
- Kronospan[13]
- Egger[14]
- Grawe - Grazer Wechselseitige Versicherung Insurance Graz , Austria